# Frecuencia de recombinación
La frecuencia de recombinación es un parámetro genético de cartografía genética, que, para dos loci dados, se emplea como indicador cuantitativo de la distancia que existe entre ambos. Su unidad, la unidad de mapa genético o centiMorgan (cM), en honor de Thomas Hunt Morgan, como la frecuencia de recombinación de 0,01, esto es, del 1 %, lo que quiere decir que uno de cada 100 productos de meiosis es recombinante.